# Slipknot
Slipknot [ˈslɪp.nɒt] (в переводе с англ. — «скользящий узел», «петля», «удавка») — американская метал-группа, образованная в сентябре 1995 года в Айове, США. Альбомы группы получили статус платиновых, всего продано более 30 млн копий по всему миру, из которых 6 миллионов в США. В 2006 году группа получила премию «Грэмми». Коллектив известен тем, что его участники на концертах, фотосессиях и интервью носят устрашающие маски и специальные комбинезоны, которые меняются к каждому альбому. По состоянию на 2025 год, группа выпустила семь официальных студийных альбомов. Последний на данный момент альбом группы, The End, So Far, вышел 30 сентября 2022 года.

## История группы

### Ранний период (1992—1993)
Всё началось в городе Де-Мойн, штат Айова, с Шона Крейена, семьянина, имевшего двоих детей и работавшего сварщиком. Однажды, возвращаясь домой с работы, Крейен заснул за рулём и съехал в кювет, а вскоре узнал от жены, что его дядя был убит. Эти события повлияли на основателя группы, сместив вектор его деятельности со сварочных работ на музыкальное творчество. Шон начал записывать кассеты и диски с музыкой, поначалу для себя, а впоследствии заявил жене, что хочет полноценно заняться музыкой. В интервью 2010 года он сказал: «Я почувствовал, что смогу достучаться до множества людей, рассказать им о том, что открылось мне».
За годы до образования Slipknot на хэви-металлической сцене Де-Мойна существовало постоянное изменение состава группы. В 1991 году самой заметной метал-группой в Де-Мойне была Atomic Opera с гитаристом Джимом Рутом. Барабанщик Джои Джордисон основал трэш-метал-группу Modifidious, игравшую в клубе «Runway». Modifidious выступили на разогреве у Atomic Opera 1 декабря 1991 года в этом клубе, после чего их гитарист ушёл в более успешную Atomic Opera. Джордисон заменил его местным гитаристом Крэйгом Джонсом. Барабанщик Шон Крейен сформировал группу под названием Heads on the Wall, исполняя каверы в стиле фанк-метал в клубах и выпустив демозапись в июле 1992 года. Четвертая группа из Де-Мойна под названием Vexx играла дэт-метал с Андерсом Колсефни на барабанах, Полом Греем на басу и Джошем Брэйнардом на гитаре и вокале. Позже Колсефни взял на себя вокальные обязанности, но Vexx никогда не записывался. В это время Крейен часто приходил в Runway по воскресеньям, когда клуб открывался для всех возрастов, где он встречался с другими молодыми музыкантами, с которыми мог поджемовать. К марту 1992 года сформировалась группа «Painface», в которой Крейен джемовал с вокалистом Колсефни, басистом Греем и гитаристом Патриком Нойвиртом, сочиняя и играя песни в подвале Грея, там же они записали своё демо «Basement Sessions». Но в 1993 году у Шона изменились приоритеты и коллектив временно распался.
В 1993 году в Де-Мойне сформировалась новая группа под названием Inveigh Catharsis с Греем на басу, Брэйнардом на гитаре и Колсефни на барабанах. Джордисон время от времени играл с этой группой. В конце концов Брейнард ушел, чтобы присоединиться к Джордисону и Джонсу в Modifidious, участвуя в демо-записях в конце 1993-го и начале 1994-го. В течение 1994 года Modifidious иногда давали те же концерты, что и группа Крейена Heads on the Wall. Грей сформировал дэт-метал-группу под названием Body Pit, которая вскоре стала популярной на местной сцене. Modifidious прекратила играть из-за растущего притяжения дэт-метала. Грею не удалось уговорить Джордисона присоединиться к Body Pit, но вскоре после того, как он нанял местного учителя игры на гитаре Мика Томсона, группа распалась.
В январе Крейен и Колсефни решили вновь воссоединиться. Пол в то время находился в Лос-Анджелесе, Шон позвонил ему и уговорил вернуться в Де-Мойн. Так же к ним в состав пришли два гитариста: Донни Стил и Кун Нонг. Все вместе они называли себя «The Pale Ones». Проведя 6 репетиций Нонг ушёл, так как хотел играть более альтернативную музыку. В мае Пол пригласил Джои Джордисона на репетицию, в результате чего, второй начал играть в группе на ударных, а Шон перешёл на перкуссию. Из-за ухода Куна участникам казалось, что в группе чего-то не хватает, поэтому они пригласили Джоша Брэйнарда, который играл с Джои в «Modifidious». 5 декабря 1995 года состоялось первое выступление группы, но уже под новым названием «Meld».

### Mate. Feed. Kill. Repeat.(1995—1996) и начало группы
Большая часть раннего развития группы была ретроспективно связана с ночными планами между Греем, Крейеном и Джордисоном на заправочной станции Sinclair, где Джордисон работал по ночам. В декабре Meld начали записывать материал в студии SR Audio в родном городе группы. Поскольку у них не было контракта на запись, группа самостоятельно профинансировала проект, стоимость которого составила примерно 40 000 долларов. В начале февраля группу переименовывают в «Pyg System», чуть позже гитарист Донни Стил, христианин, покинул Slipknot после обсуждения лирики группы с продюсером Шоном Макмааном. Джордисон сказал об уходе Стила: «(Он) вел эти разговоры о Боге, когда мы должны были работать … Мы были готовы оставить его, но он не хотел оставаться». Сам Стил сказал: «Я ушел по нескольким причинам … У меня было много духовных мыслей». На этапах микширования их проекта в SR Audio Крэйг Джонс был нанят на замену Стила на гитаре. Однако на протяжении всего своего пребывания в студии Slipknot (в тот момент группа уже называлась так) добавляли сэмплы к своим записям, но не могли воспроизвести эти звуки вживую. Впоследствии Джонс стал сэмплером группы, а Мик Томсон был приглашен на замену гитаристу. После сложного времени со сведением и мастерингом группа самостоятельно выпустила Mate. Feed. Kill. Repeat. на Хэллоуин, 31 октября 1996 года.
Первоначально распространение демо было оставлено группе и их продюсеру Шону Макмаану, а затем в начале 1997 года оно было передано дистрибьюторской компании -ismist Recordings. После демо Slipknot немного транслировали на местных радиостанциях. Однако никакого интереса со стороны звукозаписывающих компаний это не вызвало, поэтому группа вернулась в студию для разработки нового материала. Именно в это время группа искала более мелодичный вокал для своей музыки. В результате Кори Тейлор был нанят из группы Stone Sour из Де-Мойна, что побудило Колсефни заняться бэк-вокалом и перкуссией. Работая в студии, Slipknot продолжали давать местные шоу, во время одного из которых в сентябре 1997 года Колсефни спел с Тейлором песню «Heartache and Pair of Scissors», а потом объявил со сцены, что покидает группу. Пробел в перкуссии был заполнен Грегом Уэллсом, которого ласково называли «Cuddles» из-за маски куклы, которую он решил надеть. В начале 1998 года Slipknot выпустили второе демо с пятью треками исключительно для звукозаписывающих компаний. Группа стала привлекать большое внимание звукозаписывающих компаний, и в феврале 1998 года продюсер Росс Робинсон предложил продюсировать их дебютный альбом после посещения репетиций в Де-Мойне. Вскоре диджей Сид Уилсон был принят на работу в качестве девятого участника группы после того, как проявил большой интерес и произвел впечатление на участников группы. В конце июня Slipknot получили от Roadrunner Records контракт на выпуск семи альбомов на 500 000 долларов; группа публично подписала сделку 8 июля 1998 года. За два дня до этого Уэллс был уволен из группы, что Slipknot отказываются комментировать. Уэллса заменил Брэндон Дарнер, который покинул группу вскоре после присоединения.

### Slipknot(1998—2000)
Крис Фен был приглашен вместо Дарнера на перкуссии перед тем, как Slipknot отправились в Малибу, Калифорния, для работы над своим дебютным альбомом в сентябре 1998 года. В процессе записи альбома Slipknot вернулись в Де-Мойн на период Рождества. В этот период гитарист Брэйнард решил покинуть группу. Он сказал: «Были приняты некоторые решения, которыми я не особенно доволен». Позже Slipknot наняли Джима Рута, чтобы завершить свой состав, и группа вернулась в Малибу, чтобы продолжить работу над альбомом. Работа над альбомом завершилась в начале 1999 года, что позволило группе отправиться в свой первый тур в составе Ozzfest в 1999 году. Ozzfest значительно увеличил аудиторию Slipknot, способствуя успеху группы с их одноименным альбомом, который был выпущен 29 июня. 1999. Slipknot выпустили свое первое домашнее видео «Welcome to Our Neighborhood», режиссером которого был Томас Миньоне, а также синглы «Wait and Bleed» и «Spit It Out», которые также были сняты Миньоне. Синглы немного транслировались по радио, но у Slipknot быстро появилось большое количество поклонников, в основном благодаря гастролям и молве. Группа гастролировала по нескольким странам в течение 1999 и 2000 годов в поддержку альбома. В начале 2000 года Slipknot стал платиновым; первый для альбома, выпущенного Roadrunner Records.

### Iowa(2001—2003)
В начале 2001 года, после тура Slipknot приступили к записи второго альбома в студии звукозаписи Sound City в Лос-Анджелесе. Примерно в это же время между членами группы стали возникать конфликты из-за обширных гастролей. Несмотря на это, запись их второго альбома подошла к концу в августе 2001 года, и в феврале Slipknot приступили к Iowa World Tour. Iowa, второй альбом группы, был выпущен 28 августа и достиг позиции номер 3 в чарте альбомов Billboard и номер 1 в чарте альбомов Великобритании. Альбом выпустил три сингла: «The Heretic Anthem», «Left Behind» и «My Plague», который был саундтреком к фильму Обитель зла. Релиз альбома и продвижение в его поддержку вылилось в очередное мировое турне. Музыка группы заметно потяжелела, склонившись ближе к дэт-металу и трэш-металу. Тем не менее, в середине 2002 года Slipknot отправились на перерыв — во-первых, из-за внутренних конфликтов, во-вторых, участники хотели сосредоточиться на сайд-проектах. Кори Тейлор и Джим Рут возродили свою группу Stone Sour, Джои Джордисон создал Murderdolls, Шон Крейен основал To My Surprise, а Сид Уилсон начал выступать сольно под псевдонимом DJ Starscream. В это время будущее группы было неясно, и были предположения по поводу того, что группа раскололась или же записывает новый альбом. Несмотря на это, 22 ноября 2002 года Slipknot выпустили свой второй DVD Disasterpieces.

### Vol. 3: The Subliminal Verses(2004—2008)
Спустя почти год группа все ещё не приступала к записи нового альбома. Многие фанаты посчитали, что Slipknot распались. На одном из интервью Кори заявил, что его встреча с Шоном Крейеном была худшей в его жизни, а Slipknot — худшей ошибкой. Спустя ещё некоторое время, уже на другом интервью, Шон Крейен сказал, что все внутренние конфликты улажены и группа готова записать свой третий альбом.
После небольшой задержки Slipknot переехали в особняк в Лос-Анджелесе, Калифорния, и в середине 2003 года начали работу над третьим альбомом вместе с Риком Рубином. Первоначально планировалось выпустить альбом в конце 2003 года, но из-за неясных проблем третий альбом Vol. 3: The Subliminal Verses был выпущен в мае 2004 года. В поддержку нового альбома Slipknot начали мировое турне с появлением на Jagermeister Music Tour в марте 2004 года. Vol.3: The Subliminal Verses был выпущен 24 мая 2004 года, достигнув 2 строчки в чарте Billboard 200. В альбоме присутствовало шесть синглов: «Duality», «Vermilion», «Vermilion Pt. 2», «Before I Forget», «The Nameless» и «The Blister Exists». Slipknot записали свой первый концертный альбом 9.0 Live, который был выпущен 1 ноября 2005 года. После очередного тура, который закончился только к концу 2005 года, участники группы во второй раз отправились на перерыв. В 2006 году Slipknot выиграли свою первую (и на сегодняшний день единственную) награду «Грэмми» в категории «Лучшее метал-исполнение» с их синглом «Before I Forget». 5 декабря 2006 года группа выпустила свой третий DVD Voliminal: Inside The Nine.

### All Hope Is Gone(2008—2010)
В 2007 году Slipknot собрались вместе, чтобы записать четвёртый альбом. Как признался Шон, работа над четвёртым альбомом была не такой, как раньше. В связи с тем, что у группы появились деньги на аппаратуру, они реже стали собираться вместе в студии. Чаще кто-то записывал свои инструментальные партии отдельно. В одной из заброшенных школ Шон и Кори увидели на стене надпись «Надежды нет» (англ. All Hope Is Gone), и последний решил, что такое название идеально подходит для альбома и песни. Шон говорил, что ненавидел это название. В итоге четвёртый студийный альбом All Hope Is Gone вышел 20 августа 2008 года. Он занял 1 место в чарте Billboard 200. Тур длился с 2008 по 2009 год и является самым продолжительным турне в истории группы.
24 мая 2010 года в 10:50 утра в одном из отелей был обнаружен мёртвым басист группы Пол Грей. В полиции сообщили, что тело 38-летнего Пола Грея обнаружил сотрудник гостиницы. Вскрытие, назначенное на 25 мая, результатов не дало, и тело Пола приготовили для токсикологических анализов, результаты которых были получены и обнародованы в течение месяца, 21 июня. По их результатам, Пол умер из-за передозировки морфина и фентанила, которые вызвали остановку сердца.
Несмотря на смерть одного из основателей, Slipknot продолжили выступать с 2011 года. Донни Стили, известный как соло-гитарист группы в 1995—1996 годах, заменил Пола, сыграв на бас-гитаре за кулисами. В 2012 году выходит сборник лучших хитов группы Antennas to Hell. Также Slipknot дали первые концерты в рамках первого фестиваля Knotfest. Сначала фестиваль был проведён в Каунсил-Блафс, в родной для группы Айове, а через день и в Сомерсете, Висконсин.
В конце 2013 года из группы по причине болезни (поперечный миелит) барабанщик Джои Джордисон получает электронное письмо об увольнении из группы. Но перед этим успевший записать пару материалов для нового альбома. В 2014 году Кори Тейлор сообщает, что идёт работа над записью пятого студийного альбома.

### .5: The Gray Chapter(2014—2018)
Запись альбома проходила с марта по июль 2014 года. В качестве подарка фанатам за столь долгое ожидание 1 августа была выпущена песня «The Negative One». 5 августа состоялся выход клипа, режиссёром выступил Шон Крейен. 24 августа выходит сингл с нового альбома под названием The Devil In I. 12 сентября выходит клип на песню, в котором представлены новый бас-гитарист и барабанщик. Бас-гитариста Алессандро Вентурелла, гитариста Krokodil и бывшего гитарного техника Mastodon, опознали по татуировкам, а насчёт Джея Вайнберга, сына джазового барабанщика Макса Вайнберга слухи были давно. За несколько дней до релиза вышли песни «Sarcastrophe», «AOV», «Custer», «XIX», «Killpop». Пятый альбом .5: The Gray Chapter выходит 20 октября 2014 года. 24-25 октября стартовал Knotfest в Сан-Бернардино, затем фестиваль прошёл 15-16 ноября в Токио, Япония. Альбом занял первое место в Billboard 200. 3 декабря уволенный драм-техник группы выложил в свой Instagram фотографию, на которой изображён лист с персоналом, указывающий на то, что Вайнберг и Вентурелла действительно играют в Slipknot. Также был придуман новый символ Slipknot: звезда изменила форму лучей, а Tribal S уступил место букве «S» в виде голов двух козлов. Песня «The Negative One» была номинирована на Grammy Awards — 2015 за лучшее метал исполнение. Вручение прошло 8 февраля, но группа не выиграла. 11 декабря вышло видео о том, как снимался клип «The Devil In I». В ноябре Slipknot уехали в совместный тур с Korn, King 810 и Hatebreed. Prepare For Hell Tour был продлён, так как 24-25 октября проходил Knotfest — 2015 в Сан-Бернардино, а 5 декабря в Толуке-де-Лердо, Мексика. Концерт в Мексике был вскоре выпущен как лайв-альбом Day of the Gusano. С конца мая до начала июня группа ежедневно выкладывала фотографии участников из клипа на песню «Killpop». 8 июня состоялась премьера клипа. Кори Тейлор в одном из интервью сообщил, что после всех гастролей в поддержку пятого альбома группа уйдёт в двухлетний отпуск, после чего вновь соберётся в 2017 году. Мик Томсон и Джим Рут тем временем будут писать материал для шестого альбома.
7 мая в интервью Рут заявил, что группа пишет материал для шестого альбома. Ранее он был уволен из Stone Sour, и теперь у него появилось больше свободного времени. Также он подумывает о создании своего мини-проекта. В интервью 22 мая Шон Крейен заявил, что шестой альбом следует ждать в первом полугодии 2017 года.
25 сентября 2016 года на фестивале Knotfest в Сан-Бернардино Slipknot полностью исполнили альбом «Iowa» в честь его пятнадцатилетия. Впервые была сыграна песня «The Shape»; впервые с 2002 года была сыграна песня «New Abortion»; впервые с 2005 года были исполнены песни «Skin Ticket» и «Iowa» (причём раньше игралась её сокращённая версия, но в этот раз группа отыграла все её 15 минут). Все участники были одеты в комбинезоны, стилизованные под красные, времён Iowa.

### We Are Not Your Kind(2018—2021)
В октябре 2018 года вокалист Slipknot Кори Тейлор заявил, что группа записывает шестой студийный альбом и что он ориентировочно выйдет летом 2019 года.
31 октября 2018 года группа выпустила сингл «All Out Life», а также клип на него. Это первая работа группы за 4 года. Трек вошёл в японскую версию релиза нового альбома в качестве бонус-трека.
4 марта 2019 года группа объявила, что новый альбом под названием We Are Not Your Kind выйдет 9 августа 2019 года, а также объявила тур с Volbeat, Gojira и Behemoth.
14 марта 2019 года стало известно, что Крис Фен подал иск против своих коллег по группе, утверждая, что он не получил надлежащего гонорара за свои годы гастролей с группой. Позже, 18 марта, на официальном сайте группы было объявлено, что Крис больше не является частью коллектива. Однако спустя некоторое время это заявление было удалено, из-за чего положение Фена в группе стало неясным. Его же адвокат утверждает, что он по-прежнему является участником группы. В итоге Фен был окончательно уволен, а «All Out Life» стала для него последней песней, в которой он принял участие как член Slipknot.
16 мая 2019 года группа выпустила сингл «Unsainted», а также клип на него. В клипе можно увидеть новые комбинезоны и маски участников группы, включая неизвестного на тот момент нового перкуссиониста. 22 июля 2019 года группа выпустила ещё один сингл, «Solway Firth». 5 августа был выпущен новый сингл, «Birth of the Cruel», а 9 августа — сам альбом We Are Not Your Kind.
Slipknot объявили во время тура We Are Not Your Kind, что они выпустят экспериментальный альбом под названием Look Outside Your Window. Альбом был записан во время сессий записи альбома All Hope Is Gone 2008 года и будет содержать 11 песен, имеющих, по словам Кори Тейлора, «атмосферу Radiohead». 14 января 2020 года группа выпустила 20-минутный экспериментальный короткометражный фильм «Pollution», срежиссированный Крейеном. Один из сегментов фильма — музыкальное видео на песню «Nero Forte». 5 февраля 2020 года Loudwire сообщил, что фанаты в результате расследования в Reddit, связывают личность нового перкуссиониста с Майклом Пфаффом, бывшим участником побочного проекта Крейена Dirty Little Rabbits.

### The End, So Far(2021—настоящее время)
26 июля 2021 года бывший барабанщик группы Джои Джордисон скончался во сне в возрасте 46 лет.
5 ноября 2021 года группа выпустила новый сингл «The Chapeltown Rag». В декабре 2021 года Тейлор сообщил, что группа планирует свести свой седьмой студийный альбом в январе и планирует выпустить его к апрелю 2022 года. Он также заявил, что предпочитает материал их грядущего седьмого студийного альбома материалу We Are Not Your Kind. 16 марта 2022 года группа в своём твиттер-аккаунте подтвердила личность так называемого Tortilla Man (перкуссиониста, пришедшего на место Криса Фена) — это Майкл Пфафф — коллега Крейена по его сайд-проекту Dirty Little Rabbits.
20 июля 2022 года группа выпустила новую песню «The Dying Song (Time to Sing)» и анонсировала новый альбом — The End, So Far. Пластинка вышла в свет 30 сентября этого года. 5 августа 2022 вышел третий сингл — «Yen». 30 сентября состоялся релиз последней на Roadrunner пластинки группы, однако альбом утёк в сеть за две недели до выхода — 16 сентября.
8 июня 2023 года Шон Крейен опубликовал фотографию, в которой сообщил о уходе Крэйга Джонса из группы. В этот же день стала известна маска человека, который его заменит.
10 июня 2023 на музыкальных площадках стал доступен новый релиз группы — EP «Adderall», в который входят различные версии, инструментал и дополнения песни «Adderall» из альбома The End, So Far.
12 октября 2023 вышел новый клип группы на песню «Hive Mind».
5 ноября 2023 года группа сообщила об уходе Джея Вайнберга из группы.
В конце 2023 года фанаты группы стали предполагать, что заменой Джею Вайнбергу стал бывший ударник группы Sepultura Элой Касагранде. Это предположение подкрепляется внезапным уходом Элоя, по словам его бывших коллег, «для реализации другого проекта».
В 2024 году стал активен старый сайт группы www.youcantkillme.com, который, предположительно, открыт в честь анонса нового тура «25th Anniversary». Время от времени на сайте, по специальной ссылке доступны пасхалки в виде разнообразных картинок.
23 апреля 2024 года энтузиасты получили код некоего трейлера на сайте www.youcantkillme.com, в котором были прописаны имена участников группы, в том числе и предполагаемых новых участников — Элоя Касагранде и Джеффа Карновски. Джефф известен участием в сайд проекте Шона Крейена «Dirty Little Rabbits», вместе с Майклом Пфаффом.
1 мая 2024 группа в социальных сетях официально представила нового участника, который заменил Джея Вайнберга — Элоя Касагранде.
8 января 2025 года Шон Крейен в интервью на Knotfest сообщил, что новый альбом находится в разработке.

## Музыкальный стиль и тематика песен
Slipknot считается ню-метал группой. Участники группы предпочитают дистанцироваться, в музыкальном плане, от других ню-метал групп, таких как Korn и Limp Bizkit. Slipknot описывает свой звук как «металлический метал» и рассматривает связь с ню-металом как совпадение и результат его появления одновременно с появлением Slipknot. Звук группы, как правило, имеет сильно пониженный гитарный строй, а именно дроп ля и дроп си, большую ударную секцию, сэмплирование, клавишные и тёрнтейблизм. Используя различные стили вокала, в музыке Slipknot, как правило, звучит скриминг, элементы гроулинга, а также мелодичное пение. Группа постоянно экспериментировала со своим звучанием, наиболее примечательно развитие треков во главе с акустическими гитарами и мелодичным пением, которые впервые появились на третьем альбоме Vol. 3: (The Subliminal Verses). Четвёртый альбом All Hope Is Gone, в музыкальном плане, отличается от предыдущих и был записан в стиле грув-метал с элементами дэт-метала и трэш-метала. Помимо ню-метала, группа была также описана в стилях: хэви-метал, альтернативный метал, грув-метал, дэт-метал, хард-рок, грайндкор, трэш-метал и рэп-метал.

### Тематика песен
Тексты Slipknot, как правило, очень агрессивные, касающиеся таких тем, как: тьма, нигилизм, гнев, мизантропия и психоз. Тексты часто содержат ненормативную лексику, особенно, на раннем этапе существования. Также в творчестве затрагиваются темы музыкальной индустрии, политики, личные проблемы и размышления. Рик Андерсон из Allmusic сказал: «Те тексты, которые можно различить, обычно не цитируются на семейных веб-сайтах». В альбоме Vol. 3: (The Subliminal Verses) Тейлор намеренно избегал использования ненормативной лексики в текстах песен в ответ на утверждения, что он опирался на неё.

### Влияние
На группу повлияли дебютные альбомы Korn (одноимённый альбом) и Limp Bizkit (Three Dollar Bill, Y'all$).
Также на Slipknot повлияли такие исполнители и группы: Kiss, Black Sabbath, Slayer, Джимми Хендрикс, Deicide, Pantera, Ministry, Anthrax, Metal Church, Judas Priest, Megadeth, Sepultura, White Zombie, Alice in Chains, Malevolent Creation, Mr. Bungle, Nine Inch Nails, Neurosis, Led Zeppelin, Converge, The Melvins, Джонни Кэш, N.W.A, Skinny Puppy, Machine Head, Mayhem, Dimmu Borgir, Iron Maiden, Emperor, Suicidal Tendencies, Beastie Boys, Morbid Angel, Cannibal Corpse, The Misfits, Gorefest, Run-DMC, Black Flag, Faith No More, Korn, Dead Kennedys и Metallica.

## Имидж
Группа известна своим привлекающим внимание имиджем: участники выступают в уникальных индивидуальных масках и одинаковой униформе (обычно в комбинезонах), а каждому участнику обычно присваивается и обозначается номер в зависимости от его роли в группе (от № 0 до № 8), хотя последняя практика сошла на нет после смерти Пола Грея.
Идея носить маски возникла у Шона Крейена после того, как он надел маску клоуна на репетиции, когда группа только начинала свою деятельность. Позже он стал известен своими клоунскими масками и взял себе псевдоним «Клоун». К концу 1997 года группа решила, что каждый ее участник будет носить уникальную маску и соответствующий комбинезон. Концепция ношения одинаковых комбинезонов была описана как ответ на коммерциализацию музыкальной индустрии и привела к идее присвоения участникам групп числовых псевдонимов.
На протяжении своей карьеры участники Slipknot развивали свой имидж, обновляя униформу и маски каждого участника после выхода каждого альбома. Внешний вид и стиль масок обычно не сильно различаются от альбома к альбому; участники группы, как правило, сохраняют заданную тематику своих масок, добавляя новые элементы. Они носили специальные маски для особых случаев, особенно во время съёмок клипа и живых выступлений на песню «Vermilion» в 2004 и 2005 годах, когда они надевали маски, сделанные из слепков собственных лиц. В 2008 году группа носила набор больших масок под названием «маски чистилища» во время фотосессий перед выходом альбома All Hope Is Gone; в клипе на песню «Psychosocial» видно, как они их сжигают. Вскоре после основания группа Slipknot начала изготавливать маски самостоятельно, но с 2000 года их изготавливает на заказ художник по спецэффектам и музыкант Screaming Mad George.
Имидж группы неоднократно подвергался критике и спорам, критики в основном обвиняли его в рекламном трюке. Участники группы возражают против этих утверждений; по их словам, маски используются для того, чтобы отвлечь внимание от себя и перенести его на музыку. Некоторые участники группы заявили, что ношение масок помогает им сохранять конфиденциальность в личной жизни.
В 2012 году Slipknot выпустили приложение для iOS и Android под названием Slipknot: Wear the Mask, которое предлагает фанатам создавать собственные маски, определяя тем самым, какими фанатами Slipknot они являются.
Логотип группы — эннеаграмма — был создан участниками группы на раннем этапе ее существования.

## Дискография
Студийные альбомы
- Slipknot (1999)
- Iowa (2001)
- Vol. 3: (The Subliminal Verses) (2004)
- All Hope Is Gone (2008)
- .5: The Gray Chapter (2014)
- We Are Not Your Kind (2019)
- The End, So Far (2022)

## Состав
| Текущий состав - (#6) Шон Крейен — перкуссия, бэк-вокал (1995–настоящее время), ударные (1995) - (#7) Мик Томсон — гитара (1996–настоящее время) - (#8) Кори Тейлор — ведущий вокал (1997–настоящее время) - (#0) Сид Уилсон — диджей (1998–настоящее время), клавишные (2004–настоящее время) - (#4) Джим Рут — гитара (1999–настоящее время) - Алессандро Вентурелла — бас-гитара (2014–настоящее время) - Майкл Пфафф — перкуссия, бэк-вокал (2019–настоящее время), клавишные (2022–настоящее время) - Джефф Карновски — cемплы, клавишные (2023–настоящее время), перкуссия (2024–настоящее время) - Элой Касагранде — ударные (2024–настоящее время) | Бывшие участники - Патрик Нойвирт — гитара (1992–1993) - Кун Нонг — гитара (1995) - Андерс Колсефни — ведущий вокал, перкуссия (1995–1997), перкуссия, бэк-вокал (1997) - (#2) Пол Грей — бас-гитара, бэк-вокал (1995–2010, умер в 2010) - (#1) Джои Джордисон — ударные (1995–2013, умер в 2021) - Донни Стил — гитара (1995–1996), бас-гитара (как концертный участник в 2011–2014) - (#4) Джош Брэйнард — гитара, бэк-вокал (1995–1999) - (#5) Крэйг Джонс — гитара (1996), семплы (1996–2023), клавишные (2003–2023) - (#3) Грег Уэлтс — перкуссия, бэк-вокал (1997–1998) - Брэндон Дарнер — перкуссия, бэк-вокал (1998) - (#3) Крис Фен — перкуссия, бэк-вокал (1998–2019) - Джей Вайнберг — ударные (2014–2023) |